# Лімерикський університет
Лімерикський університет (англ. University of Limerick, ірл. Ollscoil Luimnigh) — університет в ірландському місті Лімерик, був заснований в 1972 році під назвою «National Institute for Higher Education, Limerick» і став університетом у 1989 році, після виходу закону University of Limerick Act .

## Історія
Ще в 1845 році мер Лімерика планував створення в місті вищого навчального закладу, однак Queen's college замість Лимерика організували в Корку, Белфасті та Голуеї.
Комітет зі створення університету в Лімерику був створений в 1959 році  за безпосередньої участі мера міста, Теда Рассела й підтримки верховного судді Дермота Кінліна. У 2002 році рішенням вченої ради Університету їм обом були присвоєні почесні звання.
Держава не була зацікавлена в створенні організацій університетського рівня, і за розробленою наприкінці 1960-х років концепцією створення коледжів, у Лімерику був заснований Національний інститут вищої освіти (National Institute for Higher Education, NIHE). У 1972 році пройшов перший набір студентів. У 1989 році інститутові було надано статус університету.

## Сучасний стан
На даний час в університет записано близько 17 000 студентів, що навчаються на чотирьох факультетах:
- Бізнес-школа Кеммі (Kemmy Business School)
- Факультет освіти та медичних наук (Faculty of Education & Health Sciences)
- Факультет науки і техніки (Faculty of Science & Engineering)
- Факультет мистецтв, гуманітарних та соціальних наук (Faculty of Arts, Humanities & Social Sciences)

Університет розташований уздовж берегів річки Шаннон на ареалі площею 80 гектарів, за 5 км від центру міста Лімерик.